# Chadron
Chadron é uma comuna francesa na região administrativa de Auvérnia-Ródano-Alpes, no departamento de Alto Loire. Estende-se por uma área de 13,6 km². Em 2010 a comuna tinha 320 habitantes (densidade: 23,5 hab./km²).